# Layage
Le layage désigne l'aspect strié d'un parement de pierres de taille laissé après dressage à l'aide d'une laye, marteau de tailleur de pierres à un ou deux tranchants.